# Microserica pleophylla
Microserica pleophylla är en skalbaggsart som beskrevs av Hermann Burmeister 1855. Microserica pleophylla ingår i släktet Microserica och familjen Melolonthidae. Inga underarter finns listade i Catalogue of Life.